# Pătlăgeanca, Tulcea
Pătlăgeanca (în trecut Principesa Ileana) este un sat în comuna Ceatalchioi din județul Tulcea, Dobrogea, România. Se află în partea de nord a județului, la bifurcația fluviului Dunărea în brațul Tulcea și brațul Chilia, întins, ca suprafață, între Mm 41 și Mm 42 braț Tulcea.